# Dominique Reymond
Dominique Reymond (Ginevra, 12 febbraio 1957) è un'attrice francese.

## Biografia
Formatasi al Conservatorio di Ginevra e al Théâtre National de Chaillot, dove è stata allieva di Antoine Vitez, Reymond ha iniziato la sua carriera teatrale nel 1978, interpretando il ruolo della protagonista in Fedra, diretto da Jean-Christian Grinevald.
Nel corso della sua carriera teatrale ha collaborato con illustri esponenti quali Antoine Vitez, Jean-Christian Grinevald, Jacques Lassalle, Bernard Sobel, Luc Bondy, Klaus Michael Grüber, Pascal Rambert, Brigitte Jaques-Wajeman, Jean-Pierre Vincent, Georges Lavaudant, Alain Françon, Yasmina Reza, Stéphane Braunschweig e Daniel Jeanneteau, tra molti altri. Nel 2015 ha ottenuto un premio Molière per la sua interpretazione nell'opera di Yasmina Reza Comment vous racontez la partie, diretta dall'autrice.

## Filmografia

### Cinema
- Boy Meets Girl, regia di Leos Carax (1984)
- Pinot simple flic, regia di Gérard Jugnot (1984)
- Zone rouge, regia di Robert Enrico (1986)
- La Femme secrète, regia di Sébastien Grall (1986)
- Poker, regia di Catherine Corsini (1988)
- Drôle d'endroit pour une rencontre, regia di François Dupeyron (1988)
- Baptême, regia di René Féret (1989)
- Betty, regia di Claude Chabrol (1992)
- La nascita dell'amore (La naissance de l'amour), regia di Philippe Garrel (1993)
- Y aura-t-il de la neige à Noël?, regia di Sandrine Veysset (1996)
- Artemisia - Passione estrema (Artemisia), regia di Agnès Merlet (1997)
- On a très peu d'amis, regia di Sylvain Monod (1998)
- Un pont entre deux rives, regia di Gérard Depardieu e Frédéric Auburtin (1999)
- La Maladie de Sachs, regia di Michel Deville (1999)
- Sade - Segui l'istinto, regia di Benoît Jacquot (2000)
- Demonlover, regia di Olivier Assayas (2002)
- Devils (Les Diables), regia di Christophe Ruggia (2002)
- Dans ma peau, regia di Marina de Van (2002)
- Ma mère, regia di Christophe Honoré (2004)
- L'enfer, regia di Danis Tanović (2005)
- Le dernier des fous, regia di Laurent Achard (2006)
- Ore d'estate (L'Heure d'été), regia di Olivier Assayas (2008)
- Adieu Gary, regia di Nassim Amaouche (2009)
- Non ti voltare (Ne te retourne pas), regia di Marina de Van (2009)
- Noi, insieme, adesso - Bus Palladium (Bus Palladium), regia di Christopher Thompson (2010)
- Addio mia regina (Les Adieux à la Reine), regia di Benoît Jacquot (2012)
- Tutti pazzi per Rose (Populaire), regia di Régis Roinsard (2012)
- Journal d'une femme de chambre, regia di Benoît Jacquot (2015)
- Doppio amore (L'amant double), regia di François Ozon (2017)
- Il coraggio di Blanche (L'Amour et les Forêts), regia di Valérie Donzelli (2023)
- Chien de la casse, regia di Jean-Baptiste Durand (2023)
- Hors du temps, regia di Olivier Assayas (2024)

### Televisione
- Little Murders by Agatha Christie (Les Petits Meurtres d'Agatha Christie), regia di Nicolas Picard-Dreyfuss - serie TV, episodio 2x21 (2017)
- Robin, regia di Alice Douard - serie TV (2017)
- Ondes de choc, regia di Frédéric Mermoud - miniserie TV (2018)
- Die eiserne Zeit - Lieben und Töten im Dreissigjähringen Krieg - miniserie TV (2018)
- La Forêt d'argent, regia di Emmanuel Bourdieu - serie TV (2019)
- Les Héritiers, regia di Jean-Marc Brondolo - serie TV (2021)
- Irma Vep - La vita imita l'arte (Irma Vep), regia di Olivier Assayas - miniserie TV (2022)

## Audiolibri
- (FR) Irène Némirovsky, Suite française, Parigi, éditions Audiolib, 2015, ISBN 9782356418487.
- (FR) Alice Ferney, L'élégance des veuves, Parigi, éditions Audiolib, 2016, ISBN 9782367621128.